# Ковалевиці-Нові
Ковалевиці-Нові (пол. Kowalewice Nowe) — село в Польщі, у гміні Сьверче Пултуського повіту Мазовецького воєводства.
Населення — 131 особа (2011).
У 1975-1998 роках село належало до Цехановського воєводства.

## Демографія
Демографічна структура станом на 31 березня 2011 року:
|          | Загалом | Допрацездатний вік | Працездатний вік | Постпрацездатний вік |
| -------- | ------- | ------------------ | ---------------- | -------------------- |
| Чоловіки | 67      | 10                 | 51               | 6                    |
| Жінки    | 64      | 13                 | 35               | 16                   |
| Разом    | 131     | 23                 | 86               | 22                   |